# L'Oréal
L'Oréal S.A. je francouzská společnost se ředitelství v Clichy, Hauts-de-Seine a sídlem v Paříži ve Francii zabývající se osobní hygienou a kosmetickými produkty všeho druhu.
Jedná se o největší kosmetickou firmu na světě s produkty v těchto oblastech: barvení vlasů, péče o pleť, ochrany před sluncem (SPF) , dekorativní kosmetiky, parfémů, péče o vlasy, mužská péče o pleť.

## Poslání
„Posláním společnosti L’Oréal je poskytovat co nejlepší inovace kosmetických přípravků lidem po celém světě.“

## Finanční výsledky
| Rok          | 2013   | 2014   | 2015   | 2016   | 2017   |
| ------------ | ------ | ------ | ------ | ------ | ------ |
| Tržby        | 22,977 | 22,532 | 25,257 | 25,837 | 26,024 |
| Čistý příjem | 2,958  | 4,910  | 3,297  | 3,106  | 3,586  |
| Aktiva       | 31,298 | 32,063 | 33,711 | 35,630 | 35,339 |
| Zaměstnanci  | 77 452 | 78 611 | 82 881 | 89 331 | 82 606 |

## Značky
Do skupiny L'Oréal patří:
- L'ORÉAL LUXE
  - Lancôme
  - Giorgio Armani
  - Yves Saint Laurent Beauté
  - Biotherm
  - Kiehl’s
  - Ralph Lauren
  - Cacharel
  - Helena Rubinstein
  - Clarisonic
  - Diesel
  - Viktor&Rolf
  - Urban Decay
- DIVIZE SPOTŘEBNÍCH PRODUKTŮ
  - L'Oréal Paris
  - Garnier
  - Maybelline New York
  - NYX Professional Makeup
  - MIXA
- DIVIZE PROFESIONÁLNÍCH PRODUKTŮ
  - L’Oréal Professionnel
  - Kérastase
  - Redken
  - Matrix
  - Shu Uemura Art of Hair
  - Decléor
- DIVIZE AKTIVNÍ KOSMETIKY
  - Vichy
  - La Roche-Posay
  - CeraVe